# Junior Colina
Junior Alexander Colina Bracho (Maracaibo, 9 dicembre 2006) è un calciatore venezuelano, attaccante del Rio Ave.

## Carriera

### Club
Colina è cresciuto nel settore giovanile del Rayo Zuliano con cui ha debuttato il 26 febbraio 2023 nell'incontro di Primera División contro il Mineros, segnando la rete del definitivo 4-4.

### Nazionale
Nel 2023 con la nazionale venezuelana Under-17 ha partecipato al campionato sudamericano ed al campionato mondiale di categoria.

## Statistiche

### Presenze e reti nei club
Statistiche aggiornate al 9 gennaio 2025.
| Stagione        | Squadra         | Campionato      | Campionato | Campionato | Coppe nazionali | Coppe nazionali | Coppe nazionali | Coppe continentali | Coppe continentali | Coppe continentali | Altre coppe | Altre coppe | Altre coppe | Totale | Totale | Totale |
| Stagione        | Squadra         | Comp            | Pres       | Reti       | Comp            | Pres            | Reti            | Comp               | Pres               | Reti               | Comp        | Pres        | Reti        | Pres   | Reti   |        |
| --------------- | --------------- | --------------- | ---------- | ---------- | --------------- | --------------- | --------------- | ------------------ | ------------------ | ------------------ | ----------- | ----------- | ----------- | ------ | ------ | ------ |
| 2023            | Rayo Zuliano    | PD              | 11         | 2          | CV              | 0               | 0               | -                  | -                  | -                  | -           | -           | -           | 11     | 2      |        |
| 2024            | Rayo Zuliano    | PD              | 10         | 1          | CV              | 0               | 0               | CS                 | 5                  | 0                  | -           | -           | -           | 15     | 1      |        |
| Totale carriera | Totale carriera | Totale carriera | 21         | 3          |                 | 0               | 0               |                    | 5                  | 0                  |             | -           | -           | 26     | 3      |        |